# Festival de Cannes 2023
Le Festival de Cannes 2023, 76e édition, se déroule du 16 au 27 mai 2023 au Palais des festivals, à Cannes.
Le président du jury est le réalisateur suédois Ruben Östlund. La maîtresse de cérémonie est l’actrice Chiara Mastroianni.

## Faits marquants

### Sélections et jurys
En juin 2022, il est annoncé que la Quinzaine des réalisateurs est renommée Quinzaine des cinéastes, et le français Julien Rejl est nommé comme nouveau délégué général.

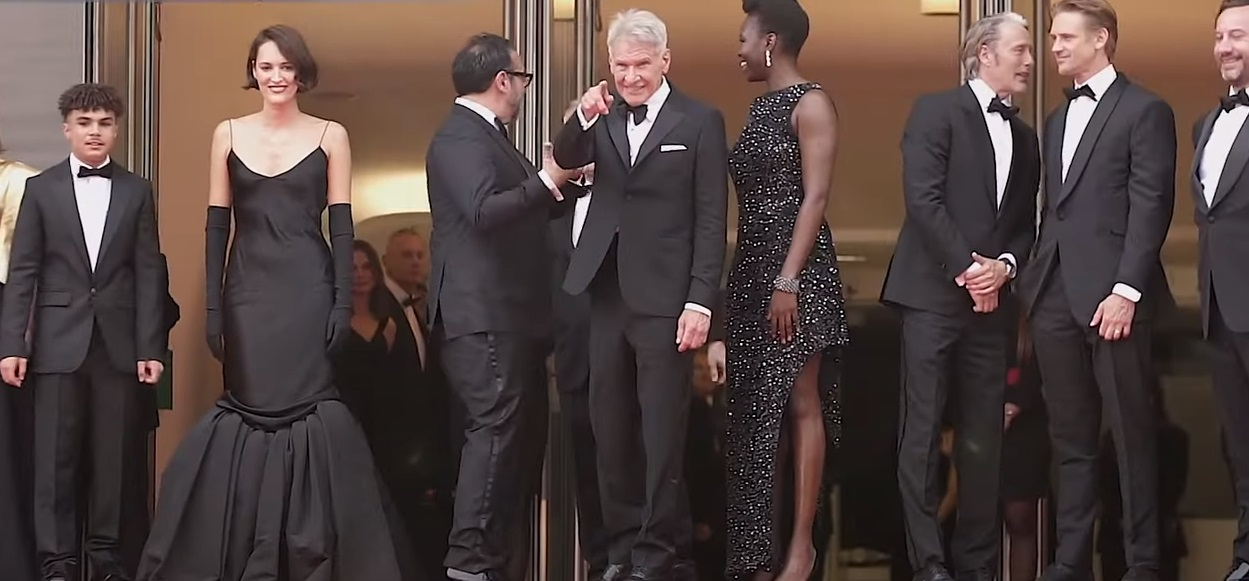
Harrison Ford et l'équipe dIndiana Jones et le Cadran de la destinée.

Le réalisateur suédois Ruben Östlund a été désigné le 28 février 2023 pour présider le jury de la compétition officielle. Sélectionné cinq fois à Cannes, il a été lauréat de deux Palme d'or en 2017 pour The Square et en 2022 pour Sans filtre.
L'affiche de la Semaine de la critique est la première à être dévoilée. Il s'agit d'un photogramme avec les acteurs Paul Mescal et Frankie Corio issu du film Aftersun de Charlotte Wells, présenté l'année précédente à la Semaine. L'affiche de la Quinzaine des cinéastes met en vedette Leonor Silveira dans un plan de Val Abraham, à l'occasion des 30 ans du film de Manoel de Oliveira. Celle de l'ACID est l'œuvre de l'illustrateur Xavier Lissilour. L'affiche officielle de la 76e édition du Festival de Cannes représente Catherine Deneuve dans une image en noir et blanc issue du tournage du film La Chamade d'Alain Cavalier (1968).

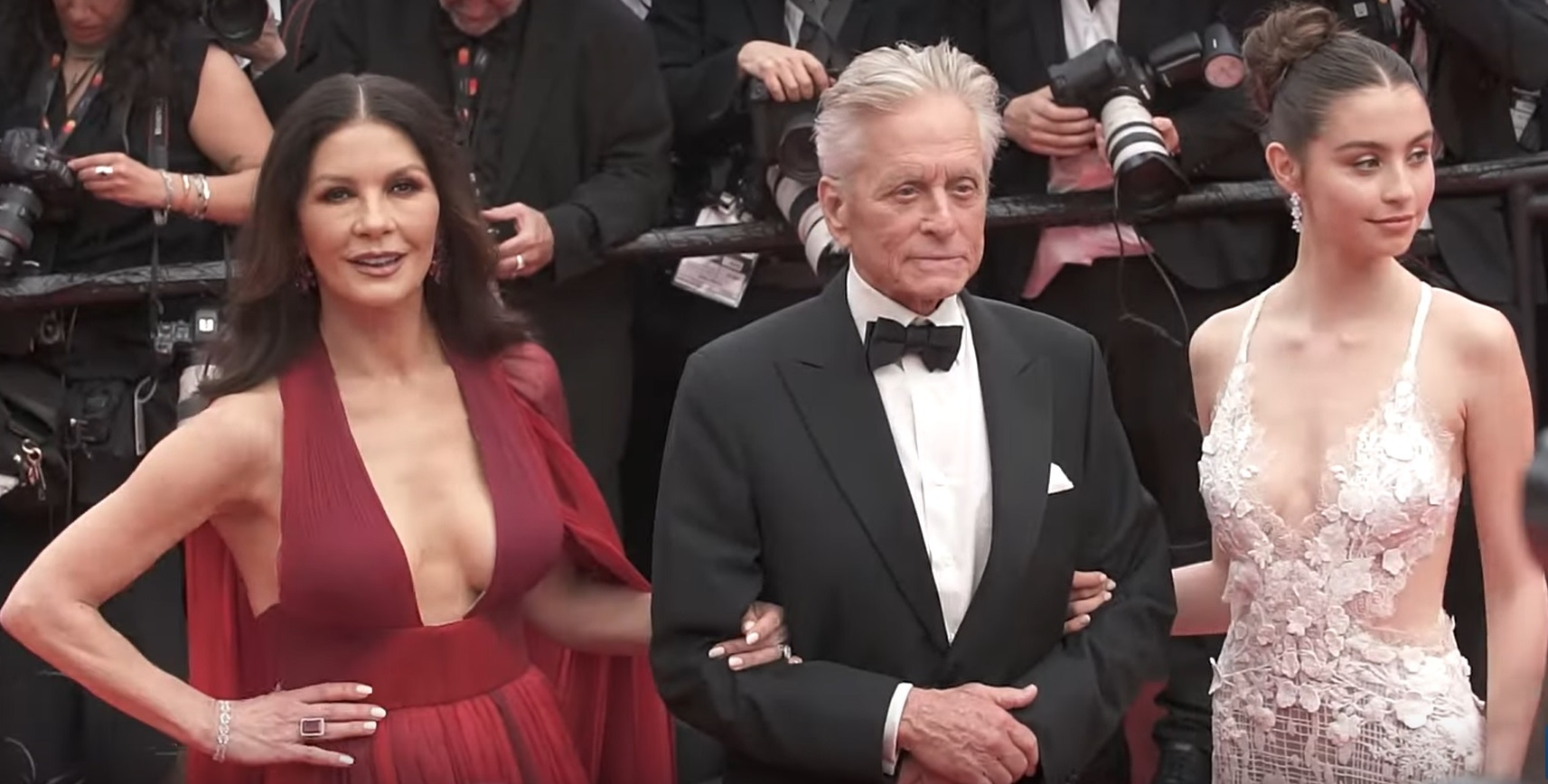
Michael Douglas, Palme d'honneur, accompagné de Catherine Zeta-Jones et de leur fille Carys Zeta-Douglas.

Le 31 mars, le festival annonce la projection de Killers of the Flower Moon de Martin Scorsese en sélection officielle. Le cinéaste n’avait plus présenté de films sur la Croisette depuis After Hours. Malgré l'invitation de Thierry Frémaux — très ému devant le film —, le cinéaste et Apple TV+ ont refusé la compétition,. Le 3 avril 2023, une nouvelle annonce confirme que le film Indiana Jones et le Cadran de la destinée de James Mangold sera présenté en sélection officielle, hors-compétition. Le 5 avril 2023, le film d’ouverture est dévoilé : il s’agit du drame historique Jeanne du Barry de Maïwenn. Le court-métrage de Pedro Almodóvar, Strange Way of Life, était pourtant pressenti pour l'ouverture. 
Le 13 avril, une grande partie de la sélection officielle est dévoilée à l'UGC Normandie par Thierry Frémaux et Iris Knobloch — le premier festival sous sa présidence — lors de la traditionnelle conférence de presse. Les compléments de sélections sont dévoilés le 24 avril 2023.
Il est annoncé ultérieurement que Chiara Mastroianni sera la maîtresse de cérémonie du Festival de Cannes, et que le festival sera clôturé par Élémentaire, qui marque le retour du studio Pixar sur la Croisette.

### Polémiques sur le film de Catherine Corsini
Pour le collectif 50/50, la présence du film Le Retour de la réalisatrice Catherine Corsini, alors que le procureur de la République est saisi d'allégations d'agressions sexuelles sur le tournage du film :  « C’est évidemment un signal dévastateur envoyé aux victimes de violences sexistes et sexuelles, et c’est aussi une manière de renforcer les connivences qui règnent dans notre industrie, et qui empêchent la libération apaisée de la parole sur ce sujet crucial ». Le film est finalement intégré à la compétition dans les compléments après une suspension demandée par le CA du festival pour clarifier la situation. Le producteur Marc Missonnier considère que cette décision méprise « tous ceux qui pourraient avoir le courage de dénoncer des faits condamnables » et lance #BoycottCannes.

### Polémique sur le film de Maïwenn
Le jour de l'ouverture, Libération publie un texte signé par un collectif d’actrices et d’acteurs dont Laure Calamy, Julie Gayet, Bastien Bouillon, Swann Arlaud qui estime que « le cinéma français a intégré un système dysfonctionnel qui broie et anéantit » en présentant notamment le film de Maïwenn, Jeanne du Barry, avec Johnny Depp et l’actrice réalisatrice, tous deux accusés d’agressions. Le texte craint que l'affaire n'envoie « le message que dans notre pays nous pouvons continuer d'exercer des violences en toute impunité, que la violence est acceptable dans les lieux de création »,.
La polémique sur Jeanne du Barry se connecte avec les films de Woody Allen et de Roman Polanski, respectivement Coup de chance et The Palace, qui furent pressentit pour intégrer la sélection, mais Thierry Frémaux n'y fut pas favorable pour risque de controverses.

### Présence record des réalisatrices
La Palme d'or de Justine Triet, la troisième pour une femme en 79 ans, est saluée dans la presse internationale, qui souligne à cette occasion des statistiques en progrès, avec sept réalisatrices en lice soit « un record de représentation féminine », selon le magazine Variety et 33 % des réalisateurs en lice pour la Palme d'or, tandis que le quotiden américain Los Angeles Times note que « les réalisatrices sont mieux représentées [dans l’industrie du cinéma en France] que dans de nombreux autres pays, y compris les États-Unis ».
Ces sept femmes sont Alice Rohrwacher, Justine Triet, Catherine Breillat, Jessica Hausner, Kaouther Ben Hania, Ramata-Toulaye Sy et Catherine Corsini. La manifestation est encore loin de la parité réclamée par le Collectif 50/50.

### Présence du cinéma italien
Le Festival, qui voit cette année l’Italie représentée par trois films en compétition — Vers un avenir radieux de Nanni Moretti, La Chimère d'Alice Rohrwacher et L'Enlèvement de Marco Bellocchio — a pour marraine Chiara Mastroianni, qui ouvrira et clôturera la cérémonie.
Fait rarissime bien que le règlement l’autorise (c’était déjà le cas de Douleur et Gloire de Pedro Almodóvar en 2019), le film de Nanni Moretti Vers un avenir radieux sort dans les salles italiennes avant sa présentation à Cannes,.

### Audiences records
Le 28 mai, la cérémonie de clôture, retransmise sur France 2, bat des records avec 20 % de parts d’audience à la télévision, et plus de 500 millions de visionnages sur les réseaux sociaux.

### Palme d'or
La Palme d'Or est gagnée par Justine Triet, qui la dédie « à de jeunes réalisatrices et réalisateurs » lors de la traditionnelle allocution lui remettant, en déplorant que le « gouvernement néolibéral » soit « en train de casser » l'exception culturelle française, « sans laquelle je ne serai pas là aujourd'hui devant vous » et en déclarant son admiration pour la contestation de la réforme des retraites, « historique, extrêmement puissante », mais « niée et réprimée de façon choquante ». Le public l'applaudit « massivement » mais la ministre de la culture Rima Abdul Malak réagit vingt minutes après en se disant « estomaquée » puis dénonce le lendemain matin un « fond idéologique d'extrême gauche » d'un discours « ingrat et injuste », ce qui déclenche une polémique nationale le lendemain. Les commentaires de la ministre sont dénoncés par tous les partis de gauche, mais soutenus par le président de la commission des affaires économiques de l’Assemblée, Guillaume Kasbarian (Renaissance), selon qui il « est peut-être temps d’arrêter de distribuer autant d’aides à ceux qui n’ont aucune conscience de ce qu’ils coûtent aux contribuables », tandis que David Lisnard (Les Républicains) traite la cinéaste « d’enfant gâtée ». La polémique est telle que Pierre Lescure, président du Festival de Cannes de 2014 à 2022, rappelle que le financement public du cinéma institué en 1946 est mutualisé sur les recettes (films américains compris), complété depuis les années 1980 par des obligations télé, les impôts régionaux des Français n'en assurant que 1,7 %.

## Jurys

### Longs métrages
| Nom | Nom                               | Qualité                                        | Nationalité        |
| --- | --------------------------------- | ---------------------------------------------- | ------------------ |
|     | Ruben Östlund (président du jury) | Réalisateur, scénariste, monteur et producteur | Suède              |
|     | Julia Ducournau                   | Réalisatrice et scénariste                     | France             |
|     | Brie Larson                       | Actrice, réalisatrice et productrice           | États-Unis         |
|     | Rungano Nyoni                     | Réalisatrice, scénariste et actrice            | Zambie Royaume-Uni |
|     | Maryam Touzani                    | Actrice, scénariste et réalisatrice            | Maroc              |
|     | Paul Dano                         | Acteur, réalisateur, scénariste et producteur  | États-Unis         |
|     | Denis Ménochet                    | Acteur                                         | France             |
|     | Atiq Rahimi                       | Réalisateur, scénariste et écrivain            | Afghanistan France |
|     | Damián Szifrón                    | Réalisateur, scénariste, producteur et monteur | Argentine          |

### Caméra d’or
| Nom                                   | Qualité                           | Nationalité |
| ------------------------------------- | --------------------------------- | ----------- |
| Anaïs Demoustier (présidente du jury) | Actrice                           | France      |
| Mikael Buch                           | Réalisateur et scénariste         | France      |
| Nathalie Durand                       | Directrice de la photographie     | France      |
| Sophie Frilley                        | Directrice générale de Titrafilm  | France      |
| Nicolas Marcadé                       | Journaliste et critique de cinéma | France      |
| Raphaël Personnaz                     | Acteur et réalisateur             | France      |

### Un certain regard
| Nom                                | Qualité                          | Nationalité |
| ---------------------------------- | -------------------------------- | ----------- |
| John C. Reilly (président du jury) | Acteur, producteur et scénariste | États-Unis  |
| Alice Winocour                     | Réalisatrice et scénariste       | France      |
| Davy Chou                          | Réalisateur                      | France      |
| Paula Beer                         | Actrice                          | Allemagne   |
| Émilie Dequenne                    | Actrice                          | Belgique    |

### Cinéfondation et courts métrages
| Nom                                | Qualité                                      | Nationalité |
| ---------------------------------- | -------------------------------------------- | ----------- |
| Ildikó Enyedi (présidente du jury) | réalisatrice et scénariste                   | Hongrie     |
| Ana Lily Amirpour                  | réalisatrice et scénariste                   | États-Unis  |
| Shlomi Elkabetz                    | acteur, réalisateur scénariste et producteur | Israël      |
| Charlotte Le Bon                   | actrice et réalisatrice                      | Canada      |
| Karidja Touré                      | actrice                                      | France      |

### Semaine de la critique
| Nom                               | Qualité                                             | Nationalité |
| --------------------------------- | --------------------------------------------------- | ----------- |
| Audrey Diwan (présidente du jury) | réalisatrice et scénariste                          | France      |
| Kim Yutani                        | directrice de programmation du Festival de Sundance | États-Unis  |
| Rui Poças                         | directeur de la photographie                        | Portugal    |
| Franz Rogowski                    | acteur, chorégraphe et danseur                      | Allemagne   |
| Meenakshi Shedde                  | journaliste, critique et curatrice                  | Inde        |

### L’Œil d’or
| Nom                                  | Qualité                                                   | Nationalité |
| ------------------------------------ | --------------------------------------------------------- | ----------- |
| Kirsten Johnson (présidente du jury) | réalisatrice, scénariste et directrice de la photographie | États-Unis  |
| Sophie Faucher                       | actrice                                                   | Canada      |
| Ovidie                               | actrice, réalisatrice et écrivaine                        | France      |
| Pedro Pimenta                        | producteur                                                | Mozambique  |
| Jean-Claude Raspiengeas              | journaliste et critique                                   | France      |

### Queer Palm
| Nom                                       | Qualité                                   | Nationalité |
| ----------------------------------------- | ----------------------------------------- | ----------- |
| John Cameron Mitchell (président du jury) | réalisateur, scénariste, acteur et auteur | États-Unis  |
| Isabel Sandoval                           | réalisatrice                              | Philippines |
| Louise Chevillotte                        | actrice                                   | France      |
| Zeno Graton                               | réalisateur et scénariste                 | Belgique    |
| Cédric Succivalli                         | journaliste, critique et programmateur    | France      |

## Sélections

### Sélection officielle

#### Compétition
| Titre                                                    | Réalisation            | Distribution | Pays        |
| -------------------------------------------------------- | ---------------------- | --- | ----------- |
| Club Zero                                                | Jessica Hausner        | Mia Wasikowska, Sidse Babett Knudsen, Amir El-Masry, Camilla Rutherford, Elsa Zylberstein, Mathieu Demy | Autriche    |
| La Zone d'intérêt (The Zone of Interest)                 | Jonathan Glazer        | Sandra Hüller, Christian Friedel, Max Beck | Royaume-Uni |
| Les Feuilles mortes (Kuolleet lehdet)                    | Aki Kaurismäki         | Alma Pöysti, Jussi Vatanen | Finlande    |
| Les Filles d’Olfa                                        | Kaouther Ben Hania     | Film documentaire | Tunisie     |
| Asteroid City                                            | Wes Anderson           | Jason Schwartzman, Scarlett Johansson, Tom Hanks, Jeffrey Wright, Tilda Swinton, Edward Norton, Adrien Brody, Steve Carell, Liev Schreiber, Margot Robbie, Sophia Lillis, Steve Park, Bryan Cranston, Jeff Goldblum | États-Unis  |
| Anatomie d'une chute (En compétition pour la Queer Palm) | Justine Triet          | Sandra Hüller, Swann Arlaud, Milo Machado-Graner, Samuel Theis, Antoine Reinartz | France      |
| L'Innocence (怪物) (Queer Palm 2023)                     | Hirokazu Kore-eda      | Soya Kurokawa, Hiiragi Hinata, Sakura Andô, Eita Nagayama, Akihiro Kakuta, Shido Nakamura | Japon       |
| Vers un avenir radieux (Il sol dell’avvenire)            | Nanni Moretti          | Nanni Moretti, Margherita Buy, Silvio Orlando, Mathieu Amalric, Jerzy Stuhr | Italie      |
| La Chimère (La chimera)                                  | Alice Rohrwacher       | Josh O’Connor, Isabella Rossellini, Carol Duarte, Alba Rohrwacher, Vincenzo Nemolato | Italie      |
| Les Herbes sèches (Kuru Otlar Üstüne)                    | Nuri Bilge Ceylan      | Deniz Celiloğlu (tr), Merve Dizdar, Musab Ekici (tr) | Turquie     |
| L'Été dernier                                            | Catherine Breillat     | Léa Drucker, Samuel Kircher, Olivier Rabourdin, Clotilde Courau | France      |
| La Passion de Dodin Bouffant                             | Trần Anh Hùng          | Juliette Binoche, Benoît Magimel, Pierre Gagnaire | France      |
| L’Enlèvement (Rapito)                                    | Marco Bellocchio       | Paolo Pierobon, Barbara Ronchi, Fausto Russo Alesi, Filippo Timi, Fabrizio Gifuni | Italie      |
| May December                                             | Todd Haynes            | Natalie Portman, Julianne Moore, Charles Melton | États-Unis  |
| Le Jeu de la reine (Firebrand)                           | Karim Aïnouz           | Alicia Vikander, Jude Law, Eddie Marsan, Sam Riley, Simon Russell Beale | Royaume-Uni |
| The Old Oak                                              | Ken Loach              | Dave Turner, Ebla Mari, Debbie Honeywood, Andy Dawson, Joe Armstrong, Alex White | Royaume-Uni |
| Banel et Adama (En compétition pour la Caméra d’or)      | Ramata-Toulaye Sy      | Khady Mane, Mamadou Diallo, Moussa Sow, Binta Racine Sy | Sénégal     |
| Perfect Days                                             | Wim Wenders            | Kōji Yakusho | Japon       |
| Jeunesse (青春)                                          | Wang Bing              | Film documentaire | Chine       |
| Black Flies                                              | Jean-Stéphane Sauvaire | Sean Penn, Tye Sheridan, Katherine Waterston, Michael Pitt, Mike Tyson | États-Unis  |
| Le Retour (En compétition pour la Queer Palm)            | Catherine Corsini      | Aïssatou Diallo Sagna, Esther Gohorou, Suzy Bemba, Lomane De Dietrich, Denis Podalydès, Virginie Ledoyen | France      |

#### Un Certain Regard
| Titre                                                                 | Réalisation                           | Pays                                      |
| --------------------------------------------------------------------- | ------------------------------------- | ----------------------------------------- |
| Le Règne animal (Film d’ouverture)                                    | Thomas Cailley                        | France                                    |
| Simple comme Sylvain (En compétition pour la Queer Palm)              | Monia Chokri                          | Canada                                    |
| La Mère de tous les mensonges                                         | Asmae El Moudir                       | Maroc                                     |
| Les Meutes (En compétition pour la Caméra d’or)                       | Kamal Lazraq                          | Maroc                                     |
| Rien à perdre (En compétition pour la Caméra d’or)                    | Delphine Deloget                      | France                                    |
| Hopeless (En compétition pour la Caméra d’or)                         | Kim Chang-hoon                        | Corée du Sud                              |
| Chroniques de Téhéran (آیه‌های زمینی)                                  | Ali Asgari et Alireza Khatami         | Iran                                      |
| If Only I Could Hibernate                                             | Zoljargal Purevdash                   | Mongolie                                  |
| The New Boy                                                           | Warwick Thornton                      | Australie                                 |
| Los delincuentes                                                      | Rodrigo Moreno                        | Argentine                                 |
| How to Have Sex (En compétition pour la Caméra d’or et la Queer Palm) | Molly Manning Walker                  | Royaume-Uni                               |
| Goodbye Julia (En compétition pour la Caméra d’or)                    | Mohamed Kordofani                     | Soudan                                    |
| La Fleur de Buriti (Crowra)                                           | João Salaviza et Renée Nader Messorai | Portugal                                  |
| Les Colons (Los colonos) (En compétition pour la Caméra d’or)         | Felipe Gálvez                         | Chili                                     |
| Augure (En compétition pour la Caméra d’or)                           | Baloji Tshiani                        | Belgique République démocratique du Congo |
| Un hiver à Yanji                                                      | Anthony Chen                          | Chine                                     |
| Rosalie (En compétition pour la Queer Palm)                           | Stéphanie Di Giusto                   | France                                    |
| Only the River Flows                                                  | Wei Shujun                            | Chine                                     |
| Salem                                                                 | Jean-Bernard Marlin                   | France                                    |
| Une nuit (Film de clôture)                                            | Alex Lutz                             | France                                    |

#### Hors compétition
| Titre                                                                             | Réalisation      | Pays         |
| --------------------------------------------------------------------------------- | ---------------- | ------------ |
| Jeanne du Barry (film d'ouverture)                                                | Maïwenn          | France       |
| Indiana Jones et le Cadran de la destinée (Indiana Jones and the Dial of Destiny) | James Mangold    | États-Unis   |
| Killers of the Flower Moon                                                        | Martin Scorsese  | États-Unis   |
| The Idol (série) (En compétition pour la Queer Palm)                              | Sam Levinson     | États-Unis   |
| Dans la toile (Geomijib, 거미집)                                                  | Kim Jee-woon     | Corée du Sud |
| L'Abbé Pierre - Une vie de combats                                                | Frédéric Tellier | France       |
| Élémentaire (Elemental) (La Dernière Séance / film de clôture)                    | Peter Sohn       | États-Unis   |

#### Séances de minuit
| Titre                                               | Réalisation      | Pays         |
| --------------------------------------------------- | ---------------- | ------------ |
| Omar la Fraise (En compétition pour la Caméra d'or) | Elias Belkeddar  | Algérie      |
| Kennedy                                             | Anurag Kashyap   | Inde         |
| Acide                                               | Just Philippot   | France       |
| Hypnotic                                            | Robert Rodriguez | États-Unis   |
| Project Silence                                     | Kim Tae-gon      | Corée du Sud |

#### Cannes Première
| Titre                                                | Réalisation       | Pays      |
| ---------------------------------------------------- | ----------------- | --------- |
| Le Temps d'aimer (En compétition pour la Queer Palm) | Katell Quillévéré | France    |
| Fermer les yeux (Cerrar los ojos)                    | Víctor Erice      | Espagne   |
| Bonnard, Pierre et Marthe                            | Martin Provost    | France    |
| Kubi                                                 | Takeshi Kitano    | Japon     |
| Lost in the Night (Perdidos en la Noche)             | Amat Escalante    | Mexique   |
| L'Amour et les Forêts                                | Valérie Donzelli  | France    |
| Eureka                                               | Lisandro Alonso   | Argentine |

#### Cinéfondation
| Titre                                             | Réalisation                     | École                                                         | Pays         |
| ------------------------------------------------- | ------------------------------- | ------------------------------------------------------------- | ------------ |
| Daroone Poust (En compétition pour la Queer Palm) | Shafagh Abosaba, Maryam Mahdiye | Karnameh Film School                                          | Iran         |
| Killing Boris Johnson                             | Musa Alderson-Clarke            | National Film and Television School                           | Royaume-Uni  |
| Nehemich                                          | Yudhajit Basu                   | Film and Television Institute of India                        | Inde         |
| Imogene                                           | Katie Blair                     | Université Columbia                                           | États-Unis   |
| Al Toraa’                                         | Jad Chahine                     | Institut Supérieur du Cinéma du Caire                         | Égypte       |
| A Bright Sunny Day                                | Yupeng He                       | Université Columbia                                           | États-Unis   |
| Hole                                              | Hwang Hyein                     | Korean Academy of Film Arts                                   | Corée du Sud |
| La Voix des autres                                | Fatima Kaci                     | La Fémis                                                      | France       |
| Electra                                           | Daria Kashcheeva                | Académie du film de Prague                                    | Tchéquie     |
| Trenc d’alba’                                     | Anna Llargués                   | ESCAC - Escola Superior de Cinema i Audiovisuals de Catalunya | Espagne      |
| Norvegian Offspring                               | Marlene Emilie Lyngstad         | École nationale de cinéma du Danemark                         | Danemark     |
| Osmý den                                          | Petr Pylypčuk                   | Académie du film de Prague                                    | Tchéquie     |
| The Lee Families                                  | Seo Jeong-mi                    | Université nationale des arts de Corée                        | Corée du Sud |
| Solos                                             | Pedro Vargas                    | Fundação Armando Alvares Penteado                             | Brésil       |
| Ayyar                                             | Zineb Wakrim                    | École supérieure des arts visuels de Marrakech                | Maroc        |
| Uhrmenschen                                       | Yu Hao                          | Filmuniversität Babelsberg Konrad Wolf                        | Allemagne    |

#### Courts métrages
| Titre                                  | Réalisation                         | Pays              |
| -------------------------------------- | ----------------------------------- | ----------------- |
| La Perra                               | Carla Melo Gampert                  | Colombie France   |
| As It Was                              | Anastasia Solonevych, Damian Kocur  | Pologne Ukraine   |
| Tits                                   | Eivind Landsvik                     | Norvège           |
| 27 (En compétition pour la Queer Palm) | Flóra Anna Buda                     | Hongrie France    |
| Le Sexe de ma mère                     | Francis Canitrot                    | France            |
| Aunque es de Noche                     | Guillermo García López              | Espagne France    |
| Basri & Salma in a Never-ending Comedy | Khozy Rizal                         | Indonésie         |
| Poof                                   | Margaret Miller                     | États-Unis        |
| Nada de Todo Esto                      | Patricio Martínez, Francisco Canton | Argentine Espagne |
| Wild Summon                            | Karni Arieli, Saul Freed            | Royaume-Uni       |
| Fár                                    | Gunnur Martinsdóttir Schlüter       | Islande           |

#### Séances spéciales
| Titre                                                                   | Réalisation           | Pays                   |
| ----------------------------------------------------------------------- | --------------------- | ---------------------- |
| Portraits fantômes (Retratos Fantasmas)                                 | Kleber Mendonça Filho | Brésil                 |
| Anselm : Le bruit du temps                                              | Wim Wenders           | Allemagne              |
| Occupied City                                                           | Steve McQueen         | Royaume-Uni            |
| Man in Black                                                            | Wang Bing             | Chine                  |
| Little Girl Blue                                                        | Mona Achache          | France                 |
| Bread and Roses                                                         | Sahra Mani            | Afghanistan États-Unis |
| Le Théorème de Marguerite                                               | Anna Novion           | France                 |
| As Filhas do fogo (court-métrage)                                       | Pedro Costa           | Portugal               |
| Strange Way of Life (court-métrage) (En compétition pour la Queer Palm) | Pedro Almodovar       | Espagne                |

#### Cannes Classics

##### Fictions
| Titre                                                   | Réalisation                        | Pays              | Date |
| ------------------------------------------------------- | ---------------------------------- | ----------------- | ---- |
| L’Amour fou                                             | Jacques Rivette                    | France            | 1969 |
| Bonjour, c’est moi (Barev, yes em)                      | Frounze Dovlatyan                  | Arménie           | 1966 |
| Caligula - The Ultimate Cut                             | Tinto Brass                        | Italie États-Unis | 1979 |
| Ces messieurs de la Santé                               | Pierre Colombier                   | France            | 1934 |
| Classe tous risques                                     | Claude Sautet                      | France            | 1960 |
| Es                                                      | Ulrich Schamoni                    | Allemagne         | 1966 |
| El esqueleto de la señora Morales                       | Rogelio A. González                | Mexique           | 1960 |
| Le Disque rouge (Il ferroviere)                         | Pietro Germi                       | Italie            | 1956 |
| L'Homme au coin rose (es) (Hombre de la esquina rosada) | René Mugica                        | Argentine         | 1962 |
| The Chosen One (Ishanou)                                | Aribam Syam Sharma                 | Inde              | 1990 |
| Le Mépris                                               | Jean-Luc Godard                    | France            | 1963 |
| Pays d’octobre (Mississippi Blues)                      | Bertrand Tavernier, Robert Parrish | France États-Unis | 1983 |
| Les Sœurs Munakata (Munakata kyōdai)                    | Yasujirō Ozu                       | Japon             | 1950 |
| Récit d'un propriétaire (Nagaya shinshiroku)            | Yasujirō Ozu                       | Japon             | 1947 |
| Le Rendez-vous des quais                                | Paul Carpita                       | France            | 1955 |
| Le Retour à la raison                                   | Man Ray                            | France            | 1923 |
| Le Village près du ciel (Sie fanden eine Heimat)        | Leopold Lindtberg                  | Suisse            | 1953 |
| La Maison du docteur Edwardes (Spellbound)              | Alfred Hitchcock                   | États-Unis        | 1945 |
| La Dame de Constantinople (Sziget a szárazföldön)       | Judit Elek                         | Hongrie           | 1969 |

##### Documentaires
| Titre                                                                                      | Réalisateur                     | Pays          | Sujet                                                                        |
| ------------------------------------------------------------------------------------------ | ------------------------------- | ------------- | ---------------------------------------------------------------------------- |
| 100 ans de Warner Bros. (100 Years of Warner Bros.)                                        | Leslie Iwerks                   | États-Unis    | La Warner Bros.                                                              |
| Anita                                                                                      | Svetlana Zill, Alexis Bloom     | États-Unis    | Anita Pallenberg                                                             |
| Chambre 999                                                                                | Lubna Playoust                  | France        | L'avenir du cinéma, du point de vue des réalisateurs, reprise de Chambre 666 |
| Film annonce du film qui n’existera jamais : « Drôles de Guerres »                         | Jean-Luc Godard                 | Suisse France | Ultime film de Jean-Luc Godard                                               |
| Godard par Godard                                                                          | Florence Platarets              | France        | Jean-Luc Godard                                                              |
| Liv Ullmann - A Road Less Traveled                                                         | Dheeraj Akolkar                 | Norvège       | Liv Ullmann                                                                  |
| Michael Douglas, le fils prodige                                                           | Amine Mestari                   | France        | Michael Douglas                                                              |
| Nelson Pereira dos Santos – une vie de cinéma (Nelson Pereira dos Santos – Vida de Cinema) | Aida Marques, Ivelise Ferreira  | Brésil        | Nelson Pereira dos Santos                                                    |
| La Saga Rassam-Berri, le cinéma dans les veines                                            | Michel Denisot, Florent Maillet | France        | Les producteurs Jean-Pierre Rassam et Claude Berri                           |
| Viva Varda !                                                                               | Pierre-Henri Gibert             | France        | Agnès Varda                                                                  |

#### Cinéma de la Plage
| Titre                                     | Réalisation | Pays | Année | Date            |
| ----------------------------------------- | --- | --- | --- | --------------- |
| Underground                               | Emir Kusturica | RF Yougoslavie | 1995 | mardi 16 mai    |
| Le Sens de la fête                        | Éric Toledano & Olivier Nakache | France | 2017 | mercredi 17 mai |
| La Balade sauvage (Badlands)              | Terrence Malick | États-Unis | 1973 | jeudi 18 mai    |
| Flo                                       | Géraldine Danon | France | 2023 | vendredi 19 mai |
| Thelma et Louise                          | Ridley Scott | États-Unis | 1991 | samedi 20 mai   |
| Mars Express                              | Jérémie Périn | France | 2023 | dimanche 21 mai |
| L'Été en pente douce                      | Gérard Krawczyk | France | 1987 | lundi 22 mai    |
| Carmen                                    | Carlos Saura | Espagne | 1983 | mardi 23 mai    |
| L'Été meurtrier                           | Jean Becker | France | 1983 | mercredi 24 mai |
| Cannes chante le cinéma                   | Soirée-concert où plusieurs artistes interprètent de célèbres chansons de films, jouées par l'Orchestre national de Cannes dirigé par Benjamin Levy, | Soirée-concert où plusieurs artistes interprètent de célèbres chansons de films, jouées par l'Orchestre national de Cannes dirigé par Benjamin Levy, | Soirée-concert où plusieurs artistes interprètent de célèbres chansons de films, jouées par l'Orchestre national de Cannes dirigé par Benjamin Levy, | jeudi 25 mai    |
| La Fureur du dragon (Meng long guo jiang) | Bruce Lee | Hong Kong | 1973 | vendredi 26 mai |
| Alberto Express                           | Arthur Joffé | France | 1990 | samedi 27 mai   |
| Robot Dreams                              | Pablo Berger | Espagne | 2023 | (?)             |
| Sarafina !                                | Darrell Roodt | Afrique du Sud | 1992 | (?)             |

### Quinzaine des cinéastes

#### Longs-métrages
| Titre                                                                                         | Réalisation                     | Pays                            |
| --------------------------------------------------------------------------------------------- | ------------------------------- | ------------------------------- |
| Le Procès Goldman (Film d’ouverture)                                                          | Cédric Kahn                     | France                          |
| Agra                                                                                          | Kanu Behl                       | Inde                            |
| L'Autre Laurens                                                                               | Claude Schmitz                  | Belgique France                 |
| L'Arbre aux papillons d'or (Bên trong vỏ kén vàng) (En compétition pour la Caméra d'or)       | Thien Am Pham                   | Viêt Nam Singapour France       |
| Merle Merle Mure (Blackbird Blackbird Blackberry)                                             | Elene Naveriani                 | Suisse Géorgie                  |
| La Grâce (Blazh) (En compétition pour la Caméra d'or)                                         | Ilya Povolotsky                 | Russie                          |
| Conann (En compétition pour la Queer Palm)                                                    | Bertrand Mandico                | France                          |
| Creatura                                                                                      | Elena Martín                    | Espagne                         |
| Déserts                                                                                       | Faouzi Bensaïdi                 | France Allemagne Maroc Belgique |
| In Flames (En compétition pour la Caméra d’or)                                                | Zarrar Kahn                     | Canada Pakistan                 |
| Légua                                                                                         | Filipa Reis, João Miller Guerra | Portugal France Italie          |
| Le Livre des solutions                                                                        | Michel Gondry                   | France                          |
| Mambar Pierrette                                                                              | Rosine Mbakam                   | Cameroun Belgique               |
| Conte de feu (Riddle of Fire) (En compétition pour la Caméra d’or)                            | Weston Razooli                  | États-Unis                      |
| The Feeling that the Time for Doing Something has Passed (En compétition pour la Caméra d’or) | Joanna Arnow                    | États-Unis                      |
| The Sweet East                                                                                | Sean Price Williams             | États-Unis                      |
| Un prince (En compétition pour la Queer Palm)                                                 | Pierre Creton                   | France                          |
| A Song Sung Blue (Xiao Bai Chuan) (En compétition pour la Caméra d'or et la Queer Palm)       | Zihan Geng                      | Chine                           |
| In Our Day (Woo-ri-ui-ha-ru) (Film de clôture)                                                | Hong Sang-soo                   | Corée du Sud                    |

#### Séances spéciales
| Titre                               | Réalisation        | Pays       | Notes                                                                                       |
| ----------------------------------- | ------------------ | ---------- | ------------------------------------------------------------------------------------------- |
| Val Abraham (Vale Abraão)           | Manoel de Oliveira | Portugal   | Célébration du trentième anniversaire du film, projeté à la Quinzaine des réalisateurs 1993 |
| Légitime Violence (Rolling Thunder) | John Flynn         | États-Unis | Film surprise de Quentin Tarantino, invité d'honneur de la Quinzaine des cinéastes          |

#### Courts-métrages
| Titre                                                              | Réalisation        | Pays                    |
| ------------------------------------------------------------------ | ------------------ | ----------------------- |
| La Maison brûle, autant se réchauffer (Axxam Yaṛɣa, Maqaṛ Ansaḥmu) | Mouloud Aït Liotna | Algérie                 |
| Dans la tête un orage                                              | Clément Pérot      | France                  |
| L’anniversaire d’Enrico (Il compleanno di Enrico)                  | Francesco Sossai   | Allemagne Italie France |
| J’ai vu le visage du Diable (En compétition pour la Queer Palm)    | Julia Kowalski     | France                  |
| Lemon Tree                                                         | Rachel Walden      | États-Unis              |
| Margarethe 89                                                      | Lucas Malbrun      | France                  |
| Mast-Del (En compétition pour la Queer Palm)                       | Maryam Tafakory    | Inde                    |
| Oyu                                                                | Atsushi Hirai      | Japon                   |
| The Red Sea Makes Me Wanna Cry                                     | Faris Alrjoob      | Jordanie Allemagne      |
| Talking to the River (Xia Ri Fu Ben)                               | Yue Pan            | Chine                   |

### Semaine de la critique

#### Longs métrages
| Titre                                                                       | Réalisation       | Pays         |
| --------------------------------------------------------------------------- | ----------------- | ------------ |
| Il pleut dans la maison (En compétition pour la Caméra d'or)                | Paloma Sermon-Daï | Belgique     |
| Inchallah un fils (Inshallah Walad) (En compétition pour la Caméra d’or)    | Amjad Al Rasheed  | Jordanie     |
| Sleep (Jam) (En compétition pour la Caméra d’or)                            | Jason Yu          | Corée du Sud |
| Power Alley (Levante) (En compétition pour la Caméra d'or et la Queer Palm) | Lillah Halla      | Brésil       |
| Lost Country                                                                | Vladimir Perišić  | Serbie       |
| Le Ravissement (En compétition pour la Caméra d’or)                         | Iris Kaltenbäck   | France       |
| Tiger Stripes (En compétition pour la Caméra d’or)                          | Amanda Nell Eu    | Malaisie     |

#### Courts métrages
| Titre                                                      | Réalisation               | Pays                |
| ---------------------------------------------------------- | ------------------------- | ------------------- |
| Arkhé                                                      | Armando Navarro           | Mexique             |
| Boléro (En compétition pour la Queer Palm)                 | Nans Laborde-Jourdàa      | France              |
| Contadores                                                 | Irati Gorostidi Agirretxe | Espagne             |
| Corps Scintillants (Corpos Cintilantes)                    | Inês Teixeira             | Portugal            |
| I Promise you Paradise                                     | Morad Mostafa             | Égypte France Qatar |
| Le Crocodile (Krokodyl)                                    | Dawid Bodzak              | Pologne             |
| La Saison pourpre                                          | Clémence Bouchereau       | France              |
| The Real Truth About the Fight (Prava istina priče o šori) | Andrea Slaviček           | Croatie Espagne     |
| Via Dolorosa                                               | Rachel Gutgarts           | France              |
| Walking With Her Into the Night                            | Hui Shu                   | Chine               |

#### Séances spéciales

##### Longs métrages
| Titre                                                    | Réalisation                  | Pays            |
| -------------------------------------------------------- | ---------------------------- | --------------- |
| Àma Gloria (Film d'ouverture)                            | Marie Amachoukeli            | France          |
| Vincent doit mourir (En compétition pour la Caméra d'or) | Stéphan Castang              | France          |
| Le Syndrome des amours passées                           | Ann Sirot et Raphaël Balboni | Belgique France |
| La Fille de son père (Film de clôture)                   | Erwan Le Duc                 | France          |

##### Courts métrages
| Titre                                        | Réalisation                  | Pays         |
| -------------------------------------------- | ---------------------------- | ------------ |
| Midnight Skin                                | Manolis Mavris               | Grèce France |
| Pleure pas Gabriel                           | Mathilde Chavanne            | France       |
| Stranger (En compétition pour la Queer Palm) | Jehnny Beth, Iris Chassaigne | France       |

### Programmation ACID
| Titre                  | Réalisation                        | Pays                                 |
| ---------------------- | ---------------------------------- | ------------------------------------ |
| Caiti Blues            | Justine Harbonnier                 | Canada France                        |
| Dreaming in Between    | Ryûtarô Ninomiya                   | Japon                                |
| État limite            | Nicolas Peduzzi                    | France                               |
| In the Rearview        | Maciek Hamela                      | Pologne France                       |
| Laissez-moi            | Maxime Rappaz                      | Suisse France Belgique               |
| Linda veut du poulet ! | Chiara Malta, Sébastien Laudenbach | France Italie                        |
| Machtat                | Sonia Ben Slama                    | Tunisie Liban France Qatar           |
| La Mer et ses vagues   | Liana Kassir, Renaud Pachot        | France Liban                         |
| Nome                   | Sana Na N'Hada                     | Guinée-Bissau France Portugal Angola |

## Palmarès

### Palmarès officiel

#### Compétition
| Prix                              | Attribué à                                                  | Pays           |
| --------------------------------- | ----------------------------------------------------------- | -------------- |
| Palme d'or                        | Anatomie d'une chute de Justine Triet                       | France         |
| Grand Prix                        | La Zone d'intérêt (The Zone of Interest) de Jonathan Glazer | Royaume-Uni    |
| Prix de la mise en scène          | Trần Anh Hùng pour La Passion de Dodin Bouffant             | France         |
| Prix d'interprétation masculine   | Kōji Yakusho dans Perfect Days                              | Japon          |
| Prix d'interprétation féminine    | Merve Dizdar dans Les Herbes sèches (Kuru Otlar Üstüne)     | Turquie        |
| Prix du scénario                  | Yūji Sakamoto pour L'Innocence (怪物)                       | Japon          |
| Prix du jury                      | Les Feuilles Mortes (Kuolleet lehdet) de Aki Kaurismäki     | Finlande       |
| Palme d'or du court métrage       | 27 de Flóra Anna Buda                                       | Hongrie France |
| Mention spéciale du court-métrage | Fár de Gunnur Martinsdóttir Schlüter                        | Islande        |

#### Palme d'honneur
- Michael Douglas
- Harrison Ford

#### Caméra d'or
| Prix        | Attribué à                                  | Pays                      |
| ----------- | ------------------------------------------- | ------------------------- |
| Caméra d'or | L'Arbre aux papillons d'or de Thien An Pham | Viêt Nam Singapour France |

#### Un certain regard
| Prix                     | Attribué à                                                           | Pays                                      |
| ------------------------ | -------------------------------------------------------------------- | ----------------------------------------- |
| Prix Un Certain Regard   | How to Have Sex de Molly Manning Walker                              | Royaume-Uni                               |
| Prix de la Nouvelle Voix | Augure de Baloji Tshiani                                             | Belgique République démocratique du Congo |
| Prix d'Ensemble          | La Fleur de Buriti (Crowra) de João Salaviza et Renée Nader Messorai | Portugal                                  |
| Prix de la Liberté       | Goodbye Julia de Mohamed Kordofani                                   | Soudan                                    |
| Prix de la Mise en Scène | Asmae El Moudir pour La Mère de tous les mensonges (Kadib Abyad)     | Maroc                                     |
| Prix du jury             | Les Meutes de Kamal Lazraq                                           | Maroc                                     |

#### Cinéfondation
| Prix     | Attribué à                                     | École                                          | Pays         |
| -------- | ---------------------------------------------- | ---------------------------------------------- | ------------ |
| 1er prix | Norvegian Offspring de Marlene Emilie Lyngstad | École nationale de cinéma du Danemark          | Danemark     |
| 2e prix  | Hole de Hwang Hyein                            | Korean Academy of Film Arts                    | Corée du Sud |
| 3e prix  | Ayyar de Zineb Wakrim                          | École supérieure des arts visuels de Marrakech | Maroc        |

### Quinzaine des cinéastes
| Prix                 | Attribué à                      | Pays    |
| -------------------- | ------------------------------- | ------- |
| Prix SACD            | Un prince de Pierre Creton      | France  |
| Label Europa Cinemas | Creatura de Elena Martín Gimeno | Espagne |
| Carrosse d'or        | Souleymane Cissé                | Mali    |

### Semaine de la critique
| Prix                                        | Attribué à                                              | Pays     |
| ------------------------------------------- | ------------------------------------------------------- | -------- |
| Grand prix de la Semaine de la critique     | Tiger Stripes de Amanda Nell Eu                         | Malaisie |
| Prix French Touch du Jury                   | Il pleut dans la maison de Paloma Sermon-Daï            | Belgique |
| Prix Louis Roederer de la révélation        | Jovan Ginić dans Lost Country de Vladimir Perišić       | Serbie   |
| Prix SACD                                   | Iris Kaltenbäck pour Le Ravissement                     | France   |
| Aide Fondation Gan pour la diffusion        | Inchallah un fils (Inshallah Walad) de Amjad Al Rasheed | Jordanie |
| Prix Découverte Leitz Cine du court métrage | Boléro de Nans Laborde-Jourdàa                          | France   |
| Prix Canal+ du court métrage                | Boléro de Nans Laborde-Jourdàa                          | France   |

### Autres prix
| Prix                             | Prix                             | Attribué à                                                               | Pays        |
| -------------------------------- | -------------------------------- | ------------------------------------------------------------------------ | ----------- |
| Prix FIPRESCI                    | Compétition                      | The Zone of Interest de Jonathan Glazer                                  | Royaume-Uni |
| Prix FIPRESCI                    | Un certain regard                | Los colonos de Felipe Gálvez                                             | Chili       |
| Prix FIPRESCI                    | Semaine de la critique           | Levante de Lillah Halla                                                  | Brésil      |
| Prix du jury œcuménique          | Prix du jury œcuménique          | Perfect Days de Wim Wenders                                              | Allemagne   |
| Prix du jury œcuménique          | Mention spéciale                 | The Old Oak de Ken Loach                                                 | Royaume-Uni |
| L'Œil d'or                       | Ex aequo                         | Les Filles d'Olfa de Kaouther Ben Hania                                  | Tunisie     |
| L'Œil d'or                       | Ex aequo                         | La Mère de tous les mensonges (Kadib Abyad) de Asmae El Moudir           | Maroc       |
| Prix François-Chalais            | Prix François-Chalais            | Les Filles d'Olfa de Kaouther Ben Hania                                  | Tunisie     |
| Queer Palm                       | Queer Palm                       | Monster (怪物) de Hirokazu Kore-eda                                      | Japon       |
| Queer Palm                       | Queer Palm du court-métrage      | Boléro de Nans Laborde-Jourdàa                                           | France      |
| Prix de l'AFCAE                  | Prix de l'AFCAE                  | La Chimère (La chimera) de Alice Rohrwacher                              | Italie      |
| Prix de l'AFCAE                  | Mention spéciale                 | Les Feuilles mortes (Kuolleet lehdet) de Aki Kaurismäki                  | Finlande    |
| Cannes Soundtrack Award          | Disque d'or                      | Mica Levi pour The Zone of Interest                                      | Royaume-Uni |
| Prix de la Citoyenneté           | Prix de la Citoyenneté           | Les Filles d'Olfa de Kaouther Ben Hania                                  | Tunisie     |
| Prix du Cinéma positif           | Prix du Cinéma positif           | Les Filles d'Olfa de Kaouther Ben Hania                                  | Tunisie     |
| Prix Ecoprod                     | Prix Ecoprod                     | Acide de Just Philippot                                                  | France      |
| Prix CST de l'Artiste-Technicien | Prix CST de l'Artiste-Technicien | Johnnie Burn, sound designer et chef monteur son de The Zone of Interest | Royaume-Uni |
| Palme Dog                        | Palme Dog                        | Snoop dans Anatomie d'une chute                                          | France      |
| Palme Dog                        | Grand Prix du jury               | Bijou dans Les Feuilles mortes (Kuolleet lehdet)                         | Finlande    |
| Palme Dog                        | Prix de l'incroyable performance | Sultan dans Vincent doit mourir                                          | France      |
| Palme Dog                        | Palme Dog d'honneur              | Ken Loach                                                                | Royaume-Uni |
| Prix Pierre-Angénieux            | Prix Pierre-Angénieux            | Barry Ackroyd                                                            | Royaume-Uni |
| Trophée Chopard                  | Révélation féminine              | Naomi Ackie                                                              | Royaume-Uni |
| Trophée Chopard                  | Révélation masculine             | Daryl McCormack                                                          | Irlande     |